# Schmidt, Šmohor - Preseško jezero
Schmidt je naselje občine Šmohor - Preseško jezero v okraju Šmohor na Koroškem v Avstriji.